# Tukwila
Tukwila – miasto w Stanach Zjednoczonych, w stanie Waszyngton. 19 107 mieszkańców (2010), powierzchnia 23,5 km². Jest częścią obszaru metropolitalnego miasta Seattle.